# دراسات المناهج
دراسات المناهج أو علوم المناهج هي تركيز في أنواع مختلفة من المناهج والتدريس المعنية بفهم المناهج كقوة نشطة تتأثر بالتجارب التربوية البشرية. يبحث مؤيدوها في العلاقة بين نظرية المناهج والممارسة التربوية بالإضافة إلى العلاقة بين البرامج المدرسية وخطوط المجتمع والثقافة التي تقع فيها المدارس.

## أسئلة محددة تتعلق بدراسات المناهج
- ما الذي يجب تدريسه في المدارس؟[2]
- لماذا يجب تدريسها؟ لمن يجب أن تدرس؟[3]
- ماذا يعني أن تكون شخصًا متعلمًا؟[3]

## التاريخ
أنشئت دراسات المناهج في عام 1930 وعرفت باسم أول قسم فرعي لجمعية البحوث التربوية الأمريكية. أنشئت في الأصل لتكون قادرة على إدارة "انتقال المدرسة الثانوية الأمريكية من مدرسة إعدادية متميزة إلى مدرسة ثانوية جماعية" حتى الخمسينيات من القرن الماضي عندما أصبح "التحضير للكلية" مصدر قلق أكبر. في عام 1970، تحول تركيز دراسات المناهج الدراسية بسبب معتقدات الناشطين الشباب في دمج الجوانب الاجتماعية والثقافية. يُعرف التحول من تطوير وتقييم المناهج إلى فهم المناهج باسم "إعادة تصور" مجال المنهج.

## أنواع المناهج المختلفة

### المنهج الخفي
تم تمييز نوع من المناهج الدراسية التي تركز على كيفية نقل المجتمع للثقافة من جيل إلى جيل بمصطلح "المناهج الخفية" على سبيل المثال، لاحظ أحد مؤسسي علم الاجتماع في القرن التاسع عشر، إميل دوركايم، أن هناك أكثر مما يتم تدريسه وتعلمه في المدارس عما هو محدد في المناهج الدراسية المقررة من الكتب المدرسية وأدلة المعلم. هذا المنهج له "وظائف وتأثيرات غير أكاديمية" كتب دوركايم في التربية الأخلاقية:
إنه يعلم الأطفال المهارات الحياتية مثل تعلم "الانتظار بهدوء"، وممارسة ضبط النفس، وبذل قصارى جهدك، وإكمال العمل، والانشغال، والتعاون، و"إظهار الولاء لكل من المعلمين والأقران"، والالتزام بالمواعيد، وما إلى ذلك.

### المنهج الأساسي المشترك
أحد أنواع المناهج الدراسية التي تركز بشكل كبير على بناء "مهارات القراءة والكتابة والفهم المطلوبة للاستعداد الجامعي والمهني في تخصصات متعددة" هو المنهج المتوافق مع الأساسيات المشتركة. المنهج الأساسي المشترك له هدف رئيسي واحد. وهذا الهدف هو تشجيع التفكير النقدي من خلال استخدام استراتيجية طرح الأسئلة. يكتسب الطلاب فهمًا أكثر تقدمًا للموضوع حيث يتعين عليهم توضيح أفكارهم. أي أن الحفظ لم يعد المفتاح. يتطلب هذا النوع من المناهج أن يقوم المعلمون بطرح النوع الصحيح من الأسئلة، اعتمادًا على مجال المحتوى الخاص بالفرد، حتى يكون فعالاً.
تشمل أنواع أسئلة الدراسات الاجتماعية ما يلي:
- السؤال الحرفي: سؤال يمكن للأطفال العثور على إجابة له بسهولة.
- سؤال تفسيري: سؤال يتطلب من الأطفال التعمق أكثر. يتم تكليف الطلاب بتفسير معنى النص أو محتواه.
- سؤال تقييمي: سؤال يتطلب من الطلاب التفكير في النص بطريقة تحليلية.

أنواع أسئلة العلوم تشمل:
- سؤال متقارب: سؤال يجعل الطلاب يستخدمون المعرفة الأساسية. يقع هذا النوع من الأسئلة ضمن نظام أسئلة ثلاثي المستويات. يجب استخدامه أولاً.
- سؤال متشعب: سؤال يمكن أن يستدعي مجموعة متنوعة من الاستجابات. وهذا النوع من الأسئلة يقع ضمن نظام أسئلة ثلاثي المستويات. ينبغي استخدامه ثانيا.
- التفكير التقييمي: سؤال يمكن استخدامه لجمع الرأي حول النص. وهذا النوع من الأسئلة يقع ضمن نظام أسئلة ثلاثي المستويات. ينبغي استخدامه ثالثا.

تشمل أنواع أسئلة الرياضيات ما يلي:
- إجرائية: الأسئلة التي تتطلب حل بسيط للمشكلة.
- المفاهيمية: الأسئلة التي تتطلب الإدراك المجرد والتفكير فيما يتعلق بمفاهيم الرياضيات.[8]
- التطبيق: الأسئلة التي تتطلب استخدام مهارات الرياضيات في مشاكل العالم الحقيقي.

### المنهج الناشئ
يُطلق على نوع المناهج الدراسية التي تركز على غرس اهتمامات الأطفال اسم المناهج الناشئة. المنهج الناشئ له هدف رئيسي واحد. وهذا الهدف هو "خلق [فرص تعلم] هادفة للأطفال" بناءً على تلك الاهتمامات. يتطلب هذا النوع من المناهج الدراسية من المعلم أن يتضمن باستمرار مهمة ومهارات معينة حتى يتم استخدامها بشكل صحيح. هذه المهام والمهارات هي الملاحظات والتوثيق والعصف الذهني الإبداعي والمرونة والصبر.
- الملاحظات: كيف يتفاعل الطالب؟ ما هي نتيجة استخدام تلك الاستراتيجية بالذات؟
- التوثيق: ماذا ترى؟
- العصف الذهني الإبداعي: كيف يمكن لطلابك استكشاف موضوع اهتمامهم بشكل أكبر؟ ما هي بعض الأنشطة المحتملة؟
- المرونة والصبر: هذه الجوانب مطلوبة لأن المنهج يخضع باستمرار للتغيير والنمو والتطور.

وكما هو مذكور أعلاه، فإن لهذا المنهج أيضًا فوائد غير أكاديمية. "يهدف المنهج الناشئ إلى أن يكون مستجيبًا ثقافيًا وشاملًا بطبيعته، بحيث يتمكن جميع الأطفال من العمل بالسرعة التي تناسبهم". يتمثل دور المعلم في "[اتباع] قيادة الأطفال، و[توسيع] اهتماماتهم، و[توفير] مواد هادفة ومناسبة تنمويًا، و[تعزيز] مهارات التعلم المستقلة". اهتمامات الأطفال توجه المناهج الدراسية.

## التقييم
هذان هما النوعان الرئيسيان من التقييمات المستخدمة لقياس مدى إتقان المعايير والتوقعات ضمن المنهج الدراسي المختار:

### التكويني
نوع من التقييم يقيس بشكل غير مباشر فهم الطالب للموضوع. عادةً ما يتم وضع هذه الأنواع من التقييمات في الوحدة بأكملها وتقدم في شكل نشاط. يستخدم المدربون النتائج "كملاحظات لتعديل أنشطة التدريس و[أو] التعلم [المستقبلية]". ومن أمثلة هذا النوع من التقييم ما يلي:
- قسائم الخروج أو أي نوع من أعمال التأمل
- الواجبات المنزلية
- في المناقشات الصفية أو أي جلسات أسئلة وأجوبة
- أي ملاحظات بخصوص لغة جسد الطالب

### التحصيلي
نوع من التقييم يقيس بشكل مباشر مدى فهم الطلاب لموضوع ما. يتم وضعها عادةً في نهاية الوحدة ويتم تقديمها بتنسيق رسمي أو تراكمي. ويستخدمه المعلمون لتقييم "ما تعلمه الطالب، أو جودة التعلم، والحكم على الأداء وفقًا لبعض المعايير". ومن أمثلة هذا النوع من التقييم ما يلي:
- المشاريع
- اختبار الوحدة
- موجه الكتابة الرسمية مع عنوان
- ملفات الأعمال